# Associazione Calcio Vogherese 1986-1987
Questa voce raccoglie le informazioni riguardanti  l'Associazione Calcio Vogherese nelle competizioni ufficiali della stagione 1986-1987.

## Rosa
| N. |                   | Ruolo | Calciatore         |
| -- | ----------------- | ----- | ------------------ |
| -  | Italia (bandiera) | C     | Pierluigi Broglia  |
| -  | Italia (bandiera) | C     | Dario Cignatta     |
| -  | Italia (bandiera) | D     | Guido Corradi      |
| -  | Italia (bandiera) | C     | Walter Curti       |
| -  | Italia (bandiera) | P     | Alessandro D'Amico |
| -  | Italia (bandiera) | C     | Lorenzo Garavaglia |
| -  | Italia (bandiera) | D     | Gianpiero Garda    |
| -  | Italia (bandiera) | C     | Tiberio Loda       |
| -  | Italia (bandiera) | C     | Saverio Magagnini  |
| -  | Italia (bandiera) | C     | Maurizio Manieri   |
| -  | Italia (bandiera) | C     | Ambrogio Meggiarin |

| N. |                   | Ruolo | Calciatore        |
| -- | ----------------- | ----- | ----------------- |
| -  | Italia (bandiera) | A     | Vittorio Miazzo   |
| -  | Italia (bandiera) |       | Mozzi             |
| -  | Italia (bandiera) | A     | Gianfranco Peroni |
| -  | Italia (bandiera) | C     | Fabio Querin      |
| -  | Italia (bandiera) | D     | Davide Seveso     |
| -  | Italia (bandiera) | A     | Gianluca Sperati  |
| -  | Italia (bandiera) | D     | Udalrico Tretter  |
| -  | Italia (bandiera) | P     | Dario Trombin     |
| -  | Italia (bandiera) | A     | Walter Vercesi    |
| -  | Italia (bandiera) | A     | Osvaldo Zobbio    |